# Carl Brockmann
Carl Brockmann (* 9. Dezember 1887 in Berlin; † 7. Mai 1958 ebenda) war ein deutscher Leichtathlet, der sich auf das Gehen spezialisiert hatte. Er startete zunächst für den SC Westend 05 Berlin und später für den SC Charlottenburg.
Brockmann gewann zwei Deutsche Meisterschaften im 100-km-Straßengehen, eine Disziplin, die nur von 1906 bis 1912 auf dem Programm stand:
- 1910 in Nürnberg in 10:39:21,4 h und
- 1912 in München in 10:24:02,4 h

Ab 1920 wurden Wettkämpfe im 50-km-Gehen ausgetragen. Hier tauchte Brockmann erneut in den Medaillenrängen auf:
- 1927 Platz 3 (5:03:18 h) hinter Karl Hähnel und Paul Sievert
- 1928 Platz 4
- 1929 Platz 4
- 1930 Platz 3 (5:00:00 h) hinter Karl Hähnel und Franz Reichel
- 1931 Platz 4

Hinzu kommen vier Deutsche Meisterschaften mit der Mannschaft des SC Charlottenburg in den Jahren 1927, 1928, 1930 und 1931.
Im Jahr 1912 legte er die 100-km-Strecke in 10 Stunden und 12 Minuten zurück. Diese Zeit wurde als Weltrekord notiert, obwohl sie, wie Brockmann selbst bestätigte, keine Laufzeit, sondern eine Gehzeit war. Ein echter Laufrekord über 100 km waren erst die im Jahr 1949 von Max Wiedemann erzielten 8:37:34 h. 